# Strandtorp (naturreservat)
Strandskogen är ett naturreservat i Borgholms kommun i Kalmar län.
Området är naturskyddat sedan 2004 och är 131 hektar stort. Reservatet består av ädellövskog längs kuststräckan mellan Solliden och Halltorp.